# Аджман (футбольный клуб)
«Аджман» (араб. نادي عجمان‎) — эмиратский футбольный клуб из одноимённого города. В настоящий момент выступает в Первом дивизионе ОАЭ.

## Общая информация
Футбольный клуб «Аджман» базируется в одноимённом эмиратском городе, который располагается на берегу Персидского залива. Основан в 1974 году. Домашние матчи проводит на собственном стадионе, носящем, как и сам клуб, название «Аджман».
За всю свою история команда, хотя и оставалась на протяжении многих лет на вершине футбола в ОАЭ, ни разу не становилась победителем эмиратской премьер-лиги, а в сезоне 2009/10 даже вылетела на один год в первый дивизион. Среди значимых достижений «Аджмана» есть только завоёванные в 1983/84 годах Кубок ОАЭ и в 2013 году Кубок Etisalat.
Президентом клуба является шейх Хумайд IV ибн Рашид ан-Нуайми, также занимающий пост эмира Аджмана (самого маленького эмирата в ОАЭ), главным тренером — Мануэль Кахуда.
В сезоне 2014/15 команда снова вылетела в первый дивизион ОАЭ.

## Достижения
- Обладатель Кубка ОАЭ (1):

1983/84
- Победитель первого дивизиона ОАЭ (2):

2010/11, 2016/17
- Обладатель Кубка федерации ОАЭ (1):

2010/11
- Обладатель Кубка Etisalat (1):

2013